# Tolbuk
Tolbuk is een bestuurslaag in het regentschap Bangkalan van de provincie Oost-Java, Indonesië. Tolbuk telt 1346 inwoners (volkstelling 2010).